# Yōji Enokido
Yōji Enokido (榎戸 洋司, Enokido Yōji) (né le 27 septembre 1963) est un scénariste japonais. Il a écrit les scénarios de Host Club (manga), Utena, la fillette révolutionnaire, FLCL, Neon Genesis Evangelion (pour quatre des épisodes), RahXephon (trois épisodes), Melody of Oblivion et Star Driver (en). Il est superviseur de scénario pour Captain Earth.
Une version roman de FLCL est publiée de 2008 à 2009, aux États-Unis.